# Liste d'institutions météorologiques
Voici une liste partielle des organismes publics, privés et universitaires dans le domaine de la météorologie.

## Internationaux
- Organisation météorologique internationale replacée par l'OMM en 1951
- Organisation météorologique mondiale (OMM)
- Centre européen de prévision météorologique à moyen terme
- Global Atmosphere Watch

## Gouvernementaux
Ceux possédant un article:
- Chatham-Kent Meteorology Commission
- Institut hydrométéorologique de République tchèque
- Institut fédéral océanographique Zoubov
- Direcção dos Serviços Meteorológicos e Geofísicos (Macau)
- Ghana Meteorological Services Department
- Indian Institute of Tropical Meteorology
- Kenya Meteorological Department
- Nigerian Meteorological Society
- Tanzania Meteorological Agency
- Uganda Department of Meteorology
- Joint Typhoon Warning Center
- Institut Hydrométéorologique de Formation et de Recherches (IHFR) d’Oran (Algérie)[1]

## Compagnies privées
- (fr) ClearPoint Weather

## Associations
- International Association of Broadcast Meteorology, IABM

## Universitaires

### Articles
- Centre de ressources en impacts et adaptation au climat et à ses changements
- Département des sciences atmosphériques et océaniques de l'Université McGill
- École nationale de la météorologie (France)
- École de météorologie de Bergen
- Cooperative Institute for Severe and High-Impact Weather Research and Operations